# Костёр (журнал)
«Костёр» — всесоюзный / всероссийский ежемесячный литературно-художественный журнал для школьников. Издаётся с июля 1936 года в Ленинграде / Санкт-Петербурге.

## Основная информация
Журнал предназначен для учащихся начальной и средней школы. На его страницах публикуются многие известные детские писатели, некоторые из них ведут познавательные рубрики журнала.
В журнале публикуются литературные произведения, познавательные статьи, в том числе по истории Санкт-Петербурга, очерки по искусству, юмористические материалы, письма читателей, проводятся викторины и конкурсы с читателями.
Журнал награждён орденом «Знак Почёта» (1987) и Почётным дипломом Законодательного Собрания Санкт-Петербурга (2011).

## История
Журнал основан при издательстве «Детская литература» в 1936 году.
В 1941 году после начала Великой Отечественной войны журнал около года, с октября 1941-го, не выходил в бумажном издании, а затем в течение года стали печатать только сдвоенные номера, датированные 1942 годом. В это время в редакции осталось всего три человека: заместитель редактора, технический редактор и курьер. Надо отдать должное этим людям — «Костёр» стал единственным детским журналом, выпускающимся во время войны, да к тому же в условиях блокады Ленинграда. Он был в числе других газет и журналов, выходивших в условиях тяжелейших времен блокады: «Ленинградская правда»; «Смена», «На страже Родины», «Звезда» и «Ленинград». Кроме того, в несколько самых тяжелых месяцев журнал выходил только на радио: около двух лет с весны 1942-го дважды в месяц по четвергам в 15.00 из громкоговорителей звучали стихи, рассказы, повести, сказки и военные сообщения. Составителем и редактором радиовыпусков журнала была Наталья Владимировна Теребинская, проработавшая в «Костре» со дня его основания по 1974 год. С осени 1942-го (вместе с радиопередачами) было возобновлено издание печатного «Костра», но еще в течение пяти лет выпуски журнала нередко выходили нерегулярно – с запозданием на один-несколько месяцев. К примеру, в 1943 году вышло только 9 номеров.

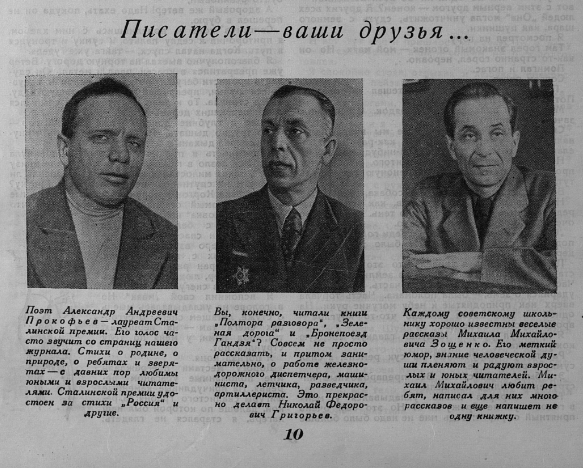
Фото А. А. Прокофьева, Н. Ф. Григорьева, М. М. Зощенко в юбилейном номере журнала "Костёр" (1946, № 7)

В 1946 году в июльском номере редакция разместила портрет своего постоянного автора Михаила Зощенко с пожеланием творческих успехов, а 14 августа 1946 года вышло печально известное постановление ЦК ВКП (б) «О журналах "Звезда" и "Ленинград"», после которого начались гонения на М. М. Зощенко и А. А. Ахматову. А уже пять дней спустя на имя секретаря обкома В. С. Попкова поступило донесение, в котором редколлегия ленинградского юношеского журнала «Костёр» обвинялась в «отсутствии элементарной политической бдительности». Автор послания, сотрудник Отдела пропаганды и агитации Обкома Хохоренко, с гордостью доносил, что ему удалось задержать на складе «Союзпечати» 12 500 экземпляров журнала (из общего тиража 17 000) и предать их уничтожению. Результатом этого стало извлечение и уничтожение нераскупленных и библиотечных выпусков седьмого номера журнала «Костёр». Вместо 7-го номера был выпущен сдвоенный №7-8 (подписан к печати 26 сентября).
Выходил по середину 1947-го, затем после десятилетнего перерыва выпуск был возобновлен в июле 1956 года.
В разное время «Костёр» являлся органом ЦК ВЛКСМ; ЦК ВЛКСМ и Союза писателей СССР.

## В журнале печатались
- С. Я. Маршак,
- К. И. Чуковский,
- О. Ф. Берггольц,
- Ю. П. Герман,
- Е. Л. Шварц,
- Л. В. Успенский,
- К. Г. Паустовский,
- Е. И. Чарушин,
- В. В. Бианки,
- М. М. Зощенко,
- Л. Пантелеев,
- В. В. Голявкин,
- Ю. С. Рытхэу,
- и многие другие.

"Баллада о маленьком буксире" И. А. Бродского с рисунками В. М. Звонцова. "Костёр", 1962, № 11

В журнале работали: Святослав Сахарнов, Сергей Довлатов, Николай Григорьев, Лев Лосев, Сергей Носов, Николай Фёдоров, Сергей Махотин.
В 1960—1970-х годах «Костёр» давал возможность заработка многим ленинградским литераторам (С. Вольф, Г. Горбовский, О. Григорьев, С. Довлатов, В. Попов, Е. Рейн, В. Уфлянд и многие другие). Здесь состоялась первая публикация И. Бродского в советской печати (1962, № 11 — «Баллада о маленьком буксире»).
Также здесь впервые были опубликованы некоторые произведения известных зарубежных детских писателей — Дж. Родари, А. Линдгрен и других.
Произведения, впервые публикованные в журнале: «Два капитана», «Необыкновенные приключения Карика и Вали», «Мишкина каша», «Сказка о потерянном времени», «Недопёсок», «Шёл по городу волшебник», «Мой дедушка — памятник».
В 1987 году журнал был награждён орденом «Знак Почета» за заслуги в коммунистическом воспитании подрастающего поколения. Но уже в 1992 году из-за финансовых затруднений начали выходить сдвоенные и строенные выпуски журнала. В 1993 году журнал был реорганизован в ТОО «Журнал "Костёр"», а в 1999-м преобразован в ООО «Журнал "Костёр"». Выпуск издания вновь стал ежемесячным, но теперь его объем значительно сократился — до 32 страниц. Видоизменился он и внутренне. В 1993—1995 гг. все страницы были разделены пополам: вверху различные материалы, а внизу — одно большое произведение на весь номер или несколько. По замыслу редакции нижняя половина каждого номера — книжка в журнале, которую можно впоследствии отрезать и постепенно собрать библиотечку «Костра». С 2001 года выходит электронная версия журнала в сети Интернет.

## Художественное оформление
Редакция журнала, начиная с самого первого номера, уделяла большое внимание художественной стороне издания. Уже в 1936 году в «Костре» появилась должность художника-редактора. В разное время художниками-редакторами были, Ю. П. Мезерницкий, Н. Е. Муратов, Б. Ф. Семенов и Г. Р. Шевяков (с 1936-го по начало 1970-х годов), в 1970—1980-е годы — М. С. Беломлинский и А. Н. Аземша.
В редколлегию журнала входили художники В. М. Конашевич, Н. Ф. Лапшин, Н. А. Тырса, А. Ф. Пахомов.
С журналом сотрудничали многие ленинградские художники, среди которых: Э. А. Будогоский, Г. С. Верейский, О. Г. Верейский, В. А. Ветрогонский, Б .В. Власов, В. А. Гальба, В. М. Звонцов, О. А. Зуев, Т. П. Капустина, Г. В. Ковенчук, Н. И. Костров, В. И. Курдов, В. Ф. Матюх, С. М. Мочалов, С. А. Остров, Н. Э. Радлов, К. И. Рудаков, А. С. Сколозубов, В. А. Тамби, М. А. Таранов, А .А. Ушин, И. И. Харкевич, А. А. Харшак, Е. И. Чарушин, О.Ю. Яхнин.
С конца 1969 года «Костёр» начал выходить полностью в цветном исполнении (до этого цветными были только обложка и вкладки).

## Некоторые рубрики (в разное время)
- «Аптека для души»[4]
- «Арчебек» («Армия Рыцарей ЧЁрно-БЕлых Клеток») — страница для любителей шахмат
- «Барабан» («Боевая Армия Ребят Активистов Борется, Агитирует, Находит!») — материалы о школьной и пионерской жизни
- «Беседка»[5]
- «Будущее уже здесь»[4]
- «В гостях у дедушки Мокея»[6]
- «Весёлая Вселенная»[7] — материалы о науке
- «Весёлые страницы»[4]
- «Весёлый звонок» (с февраля 1979 г.) — юмористическая страница. Редактировалась поэтом, художником и театральным деятелем Леонидом Каминским (1931—2005). Некоторые постоянные рубрики на этой странице: юмористический конкурс историй из жизни «И все засмеялись!» (каждая история должна заканчиваться этой фразой), «Из неполного собрания школьных сочинений», «Смишные ашипки», «Ответы у доски» и др. Ныне журнал проводит конкурс среди читателей «Ваш весёлый звонок», носящий имя Леонида Каминского; конкурс проводится в номинациях «Самое смешное стихотворение», «Самый смешной рассказ», «Самый смешной рисунок» и «Самая смешная фотография»
- «Вот в чём вопрос»[8]
- «Всесоюзный спортивный клуб „Кузнечик“»
- «Голоса исчезнувших миров»[9]
- «За семью печатями» — головоломки, кроссворды, чайнворды, ребусы и т. д.
- «Зелёные страницы» — материалы о природе[10]
- «ИИИ» («История исторических изречений»)[11]
- «История вещей»[12]
- «И эхо таинства за шелестом кулис…»[13] — материалы о театре
- «Клуб Шерлока Холмса» (конкурс юных детективов)[14]
- «Ковчег»[15]
- «Конкурс соавторов»[16] и «Бумажный кораблик»[17] — литературные конкурсы
- «Копилка заблуждений»[18]
- «Кто вперёд?»[19]
- «Кто первый»[4]
- «Магический кристалл»[20]
- «Морская газета» (вёл Святослав Сахарнов)
- «Нам знаки знаки подают» [4]
- «Необычные музеи»[21]
- «Остров поэзии»[22]
- «Премьера книги»[4]
- «Пресс-клуб»[4]
- «Советы Маши-искусницы» — для юных рукодельниц
- «Советы Мэри Поппинс»[4]
- «Творчество твоих ровесников»[23]
- «Уголёк» — журнал для малышей
- «У костра»[24]
- «Школа будущих командиров» — материалы на военно-патриотическую тему

## Главные редакторы
- Гея Яблонская (1943)
- Николай Григорьев (1956—1958)
- Нина Косарева (1958—1960)[25][26]
- Галина Чернякова (1961—1962)
- Владимир Торопыгин (1962—1973)
- Святослав Сахарнов (1973—1986)[27]
- Олег Цакунов (1986—2000) — погиб 25 марта 2000 года в ДТП[28][29][30].
- Николай Харлампиев (с мая 2000)[31][32]

## Авторский коллектив
- Главный редактор: Николай Борисович Харлампиев (с 2000 года)
- Заместитель главного редактора: Н. Жуланова
- Главный художник: К. Почтенная
- Редактор: О. Ковалевская
- Ответственный редактор: Ю.Маркова
- Редакционный совет: М. Бычков, А. Волохов, В. Воскобойников, В. Крапивин, Т. Кудрявцева, С. Махотин, Г. Остер, Э. Успенский
- Авторы:: Эдуард Успенский, Григорий Остер, Святослав Сахарнов, Владислав Крапивин, Валерий Воскобойников, Леонид Каминский, Михаил Лероев, Александр Курляндский, Елена Ракитина, Юлия Маркова, Екатерина Каретникова, Ирина Зартайская и другие.
- Художники: Катя Толстая, Валерий Траугот, Ольга Граблевская, Елена Эргардт.

Редакция в разные годы находилась:
- в «Доме книги»;
- на ул. Лассаля (с 1940 ул. Бродского, ныне Михайловская ул.), 2;
- на наб. Кутузова, 6;
- Таврическая ул., 37 (в то время, когда там работал Сергей Довлатов);
- ныне Мытнинская ул., 1/20